# 本田京染店
有限会社本田京染店（ほんだきょうぞめてん、染と織 本田京染店）は、福島県郡山市に位置する老舗呉服店。1960年（昭和35年）2月13日創業。
着物や帯、手ぬぐいやその他小物などを販売している。また、販売のほかに振袖や袴のレンタルや着物のクリーニング、着付け教室、着物レンタルも行っている。以前は、日本舞踊の教室も行っていた。
創業したのは、本田英治。創業当初から現在に至るまで同族経営が中心となっている。
創業当初は、郡山市開成に位置していたが、現在の位置（郡山市台新２丁目32番27号）に移ったのは1968年（昭和43年）

## 事業内容
創業当初は、「染め」を中心として行っていたが、販売業や悉皆（しっかい）（呉服業界で着物に関する加工や直しの総称）業など現在に至るまでにその事業の幅を徐々に増やしていった。2005年頃からネットでの販売も始めた。楽天市場での店舗名は「kimono5298」（きものごふくや）であり、着物クリーニングや手ぬぐいフェイスマスクで人気を博している。